# GP Investments
A GP Investments (ou GP Investimentos) é uma companhia em investimentos com sede em Hamilton, Bermuda, e escritórios em São Paulo (Brasil), Nova York (EUA) e Zurique (Suíça). Com atuação em gestão de recursos, principalmente em fundos de private equity. Desde sua fundação, já captou aproximadamente US$ 5 bilhões junto a investidores de todas as partes do mundo e adquiriu mais de 50 companhias em 15 diferentes setores da economia.

## Histórico

### 1993 a 2005
A GP Investments foi fundada em 1993 com o objetivo de realizar investimentos na América Latina, na ocasião um mercado nascente de private equity.
Em 1994, a GP levantou seu primeiro fundo de investimento, com US$ 500 milhões de capital comprometido, que foi seguido pelo fundo GP Capital Partners II, de US$ 800 milhões, em 1997.
Em 2001, a companhia completou a captação de seu primeiro fundo local de private equity, no montante de R$ 130 milhões, para focar em investimentos de tecnologia. Dois anos depois, os atuais sócios-executivos, Antonio Bonchristiano e Fersen Lambranho, assumiram o controle da companhia como parte de um plano de sucessão natural e, em 2004, completaram a aquisição de 100% da GP Investments.

### Desde 2005
Na metade da década de 2000, a GP Investments crescia rapidamente. Sob a nova gestão, levantou seu terceiro fundo de private equity, o GP Capital Partners III, num total de US$ 250 milhões de capital comprometido.
A companhia passou, em 2006, por uma mudança estrutural, vendendo ações ao público e criando uma base de capital permanente para futuras transações. Levantou um valor líquido de US$ 308 milhões com seu IPO em uma oferta 100% primária, tornando-se a primeira companhia de private equity listada em bolsa da América Latina. Com a abertura de capital, a GP Investments passou a realizar investimentos com recursos próprios e de terceiros, em conjunto com a família de fundos de private equity que administra.
No ano seguinte (2007), a companhia levantou seu maior fundo até hoje, com US$ 1,3 bilhão de capital comprometido, dado o crescente interesse nos mercados emergentes e nos países do BRIC, bloco composto por Brasil, Rússia, Índia e China. Também em 2007, a GP Investments emitiu títulos perpétuos de dívida, captando US$ 190 milhões, seguidos, em 2008, por mais US$ 232 milhões provenientes de uma nova oferta primária de ações (follow-on), que fortaleceu sua base permanente de capital.
Após levantar em 2010 o GP Capital Partners V, com comprometimento de capital de US$ 1,1 bilhão, a companhia passou a atuar também com investimentos imobiliários e infraestrutura, além do foco original em private equity e da participação direta e como controladora na BRZ Investimentos, que opera no negócio de asset management.
No ano de 2013, em fevereiro, a GP Investments anunciou um aumento de capital investido na Empresa Brasileira de Agregados Minerais. Em maio, adquiriu parte da suíça Apen. E no final de junho, adquiriu por R$ 70 milhões um terço da rede de salões Instituto Beleza Natural.
Ainda em 2013, a GP Investments concluiu, em setembro, a venda total de sua participação na empresa de educação Estácio, depois de recuperá-la. A operação deu retorno equivalente a 2,3 vezes sobre o capital investido em dólares, num período de cinco anos. Mesmo com o desinvestimento bem-sucedido, a GP Investments fechou 2013 com prejuízo líquido de US$ 83,8 milhões, atribuído a efeitos da desvalorização do real que afetaram o valor de mercado dos investimentos e o desempenho das ações de empresas listadas em bolsa.
Mais desinvestimentos foram feitos em 2014, reforçando o caixa da companhia. Em junho, a GP Investments anunciou a venda do controle (41%) da BR Towers à norte-americana American Tower Corporation, por cerca de US$ 250 milhões, representando um retorno bruto de 2,8 vezes o capital investido. Também em junho, vendeu sua participação na Sascar para o grupo Michelin por US$ 92 milhões líquidos. Na Sascar, a GP Investments implantou sua cultura de gestão orientada a resultados, acompanhada de estratégia de crescimento e inovação tecnológica.
Em 2015, a GP Investments aumentou sua participação nas lojas Centauro (varejista de produtos esportivos) para 36,5% do capital da empresa.

## Investimentos
Os investimentos atuais da empresa são :
- Lojas Centauro (Artigos Esportivos)
- BR Properties
- Empresa Brasileira de Agregados Minerais S.A.

Dentro do portfólio de suas controladas diretas (G2D Investimentos e Spice Private Equity) estão  :
- Rimini Street
- The Craftory
- Leon Restaurantes
- Quero Educação
- Blu Pagamentos
- Sim;Paul
- Food Frist